# Bất ổn tại Ukraina năm 2014
Bất ổn tại Ukraina năm 2014 là sự kiện xung đột xảy ra ở miền đông nam Ukraina hồi tháng 2 năm 2014, tiếp diễn sau phong trào Euromaidan và vụ lật đổ chính phủ năm 2014. Xung đột quyền lợi giữa liên minh cánh hữu phía tây sau khi nắm quyền ở Kiev với miền đông nam, nơi có đông cư dân sắc tộc Nga sinh sống, dẫn đến sự đối đầu nhưng lại được coi là "ủng hộ thân Nga và kích động cổ xúy chủ nghĩa dân tộc" . Hoạt động ly khai đã diễn ra ở các thành phố lớn trên khắp các vùng phía đông và phía nam của Ukraina.
Trong giai đoạn đầu tiên của tình trạng bất ổn, vùng Krym đã làm cuộc trưng cầu dân ý Krym 2014, tách khỏi Ukraina và sáp nhập vào Liên bang Nga, trong đó Nga đã ngầm can thiệp quân sự và thâu tóm cả Hạm đội Biển Đen. Tại tỉnh Donetsk và tỉnh Luhansk các cuộc biểu tình leo thang thành một cuộc nổi dậy ly khai vũ trang. Điều này đã khiến chính phủ Ukraina khởi động một cuộc phản công chống lại quân nổi dậy, mà kết quả chưa rõ ràng trong cuộc chiến tranh đang diễn ra tại Donbass.

## Bối cảnh
Ukraina đã được chú ý đến bởi tình trạng bất ổn kể từ khi Tổng thống Viktor Yanukovych từ chối ký một thỏa thuận liên kết với Liên minh châu Âu vào ngày 21 tháng 11 năm 2013. Một phong trào chính trị được gọi là 'Euromaidan' đòi quan hệ ngoại giao gần gũi hơn với Liên minh châu Âu, và đòi ông Yanukovych từ chức. Phong trào này cuối cùng đã thành công, mà đỉnh cao là đảo chính Ukraina năm 2014, trong đó loại bỏ ông Yanukovych và chính phủ của ông. Tuy nhiên, một số người trong các vùng phần lớn nói tiếng Nga tại miền Đông và Nam Ukraine, các cơ sở nền tảng hỗ trợ của ông Yanukovych và Đảng của ông, không tán thành đảo chính, và bắt đầu phản đối và ủng hộ mối quan hệ gần gũi hơn với Nga. Các cuộc biểu tình khác nhau đã được tổ chức tại Krym ủng hộ tách rời Ukraina và để gia nhập vào Liên bang Nga, dẫn đến cuộc khủng hoảng Krym năm 2014 và thành lập Cộng hòa Krym.
Ngày 1 tháng 3 năm 2014, các tòa nhà hành chính nhà nước trong khu vực (RSA) trong nhiều tỉnh miền Đông Ukraina đã bị chiếm đóng trong một thời gian ngắn bởi những người hoạt động ủng hộ Nga. Ngày 11 tháng 3, tất cả các cuộc chiếm đóng đã kết thúc, sau khi các đơn vị của cảnh sát địa phương và Cơ quan An ninh Ukraine (SBU) tái chiếm các tòa nhà. Tại Donetsk, cuộc biểu tình đã nhiều lần rơi vào bạo lực, trong đó vào ngày 13 tháng 3 khi một người biểu tình ủng hộ Ukraina bị đâm chết. Tại Kharkiv, chiến binh của nhóm có tinh thần dân tộc cực đoan "Yêu tổ quốc Ukraina" (Patriot of Ukraine) đã giết chết một người biểu tình chống Maidan và một người qua đường vào đêm ngày 15 tháng 3 khi người biểu tình chống Maidan tấn công trụ sở của nhóm.
Những người tham dự các cuộc biểu tình bao gồm một số công dân Nga từ bên kia biên giới đã đến để hỗ trợ. Thống đốc tỉnh Donetsk Serhiy Taruta cáo buộc rằng các cuộc biểu tình ở Donetsk có cựu tù nhân và những người khác đến từ Krym. Kể từ ngày 4 tháng 3, lực lượng an ninh và bảo vệ biên giới của Ukraina đã từ chối hơn 8.200 người Nga nhập cảnh vào Ukraine (tính đến 25 tháng 3). Ngày 27 tháng Ba, Andriy Parubiy, Thư ký Hội đồng Quốc phòng và An ninh Quốc gia Ukraina cho biết hàng ngày có từ 500 đến 700 người Nga đã bị từ chối nhập cảnh.
Ngày 17 tháng Tư, trong lần trả lời trực tiếp người dân lần thứ 12, (Direct Line with Vladimir Putin), tổng thống Nga Vladimir Putin đã thừa nhận việc sử dụng các lực lượng vũ trang Nga ở Krym cùng với quân tự vệ Krym, nhưng Putin đã bác bỏ những cáo buộc của Ukraina, Liên minh châu Âu, và Hoa Kỳ đã cho thấy Lực lượng Đặc biệt Nga (Spetsnaz - спецназ) đã kích động bất ổn ở miền đông Ukraine.

### Dư luận
Một cuộc thăm dò được tiến hành bởi Viện Xã hội học quốc tế Kiev(KIIS) từ 8 đến 18 tháng 2 năm 2014 về ý kiến công cộng thống nhất với Nga trong Ukraine. Theo đó, 12% số người được hỏi ủng hộ sáp nhập vào Nga. 68,0% những người từ bốn khu vực được khảo sát đồng ý rằng Ukraine vẫn giữ độc lập, và duy trì quan hệ hữu nghị giữa Nga và Ukraina.
Dư luận hỗ trợ cho một liên minh giữa Nga và Ukraine đã được thấy là cao hơn nhiều trong một số vùng:
- 41,0% Krym
- 33,2% Tỉnh Donetsk
- 24,1% Tỉnh Luhansk
- 24,0% Tỉnh Odessa
- 16,7% Tỉnh Zaporizhia
- 15,1% Tỉnh Kharkiv
- 13,8% Tỉnh Dnipropetrovsk

Trong một cuộc thăm dò ý kiến được Viện Cộng hòa quốc tế tiến hành từ ngày 14 đến ngày 26 tháng 3, 26-27% những người được hỏi ở phía nam và phía đông Ukraine xem các cuộc biểu tình Euromaidan như một cuộc đảo chính. Chỉ có 5% số người được hỏi ở miền đông Ukraine cảm thấy là những người nói tiếng Nga là "chắc chắn" bị áp lực hoặc đe dọa. 43% công dân Nga ('chắc chắn' hoặc 'nghiêng về') ủng hộ quyết định của Liên bang Nga gửi quân đội để bảo vệ công dân nói tiếng Nga của Ukraine.

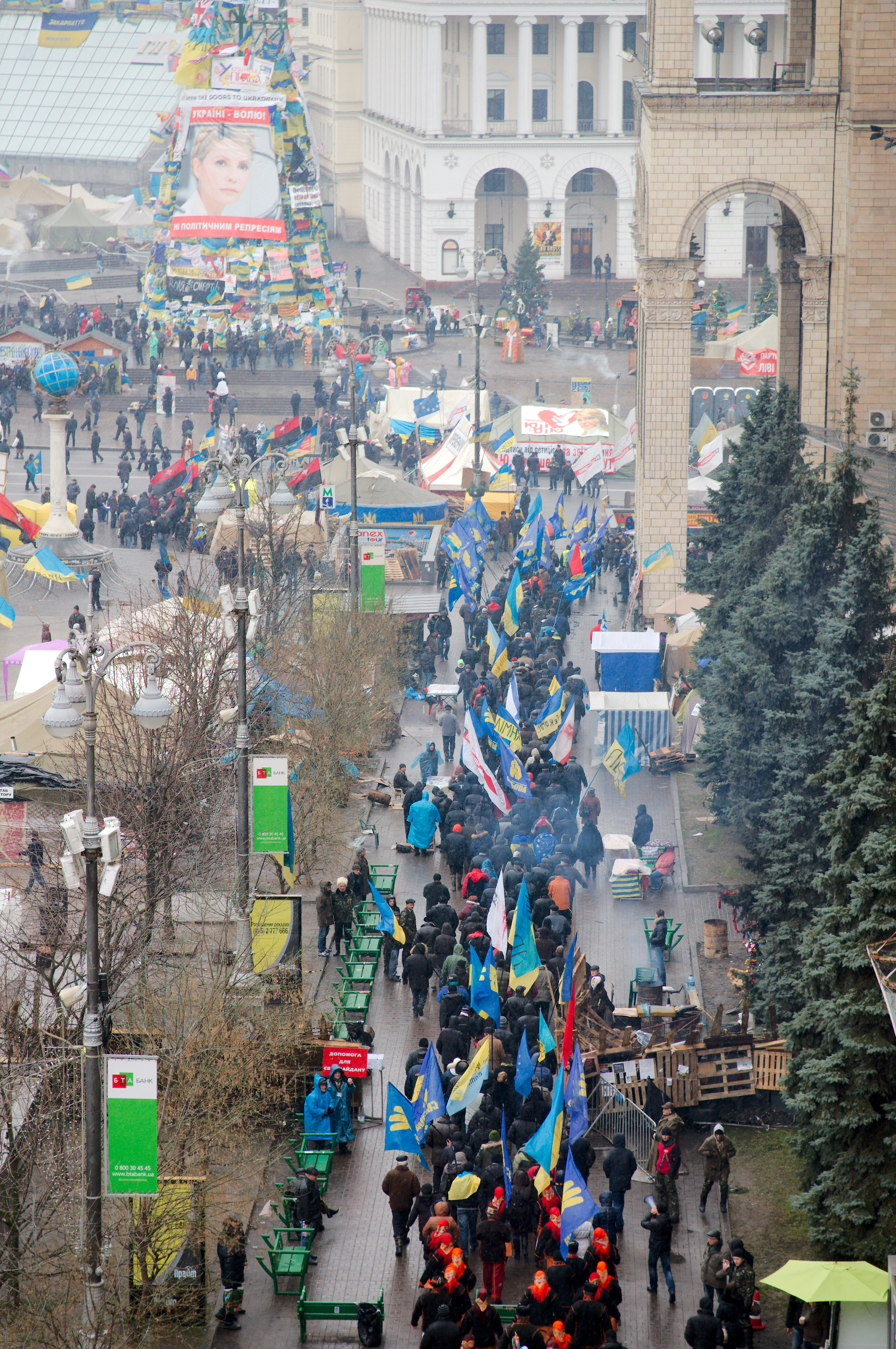
Biểu tình Euromaidan tại Kiev, Tháng 1 năm 2014

Trong cuộc thăm dò, 22% những người ở miền nam Ukraina, và 26% những người ở miền đông Ukraine ủng hộ ý tưởng thành lập "liên bang" cho đất nước; 69% người miền Nam và 53% người miền Đông Ukraine ủng hộ một nhà nước thống nhất; và chỉ có 2% người miền Nam và 4% người miền phía Đông ủng hộ ly khai. 59% số người được hỏi ở miền đông Ukraine muốn tham gia vào liên minh thuế quan do Nga dẫn đầu, trong khi chỉ có 22% là ủng hộ việc gia nhập Liên minh châu Âu. 37% người miền Nam muốn gia nhập liên minh thuế quan này, trong khi 29% là ủng hộ việc gia nhập EU. 90% những người được hỏi ở phía tây Ukraina muốn nhập một liên minh kinh tế với EU, trong khi chỉ có 4% ủng hộ liên minh thuế quan với Nga. Trong số tất cả người Ukraine được thăm dò ý kiến tổng thể, 34% ủng hộ việc gia nhập Tổ chức Hiệp ước Bắc Đại Tây Dương, trong khi 44% chống lại việc tham gia vào đó. Ở miền đông Ukraine và miền nam Ukraina, chỉ có lần lượt 14% và 11% số người được hỏi ủng hộ gia nhập NATO, trong khi 67% ở miền đông Ukraine và 52% ở miền nam Ukraine phản đối việc tham gia vào đó. 72% số người được hỏi ở miền đông Ukraine nghĩ rằng đất nước đang đi sai hướng, so với chỉ 36% ở phía tây Ukraina.
Một cuộc thăm dò được thực hiện bởi Viện Nghiên cứu Xã hội và Phân tích Chính sách phân tích bản sắc của cư dân Donetsk. Trong khi số người hỗ trợ cho chủ nghĩa ly khai ở mức thấp, cũng chỉ hơn một phần ba người dân Donetsk được thăm dò ý kiến  tự nhận mình là "công dân của Ukraine". Phần lớn muốn tự nhận mình là "cư dân nói tiếng Nga của Ukraine" hoặc "cư dân của Donbass". Các cuộc thăm dò tương tự xác định rằng 66% người dân Donetsk ủng hộ một nước Ukraine thống nhất, trong khi 18,2% ủng hộ tham gia Nga và 4,7% hỗ trợ độc lập. Một cuộc thăm dò thứ hai được tiến hành ngày 26 đến ngày 29 tháng 3 cho thấy 77% người dân lên án việc chiếm đóng các tòa nhà hành chính, trong khi 16% ủng hộ hành động như vậy. Hơn nữa, 40,8% công dân Donetsk hỗ trợ các cuộc biểu tình đoàn kết của Ukraine thống nhất, trong khi 26,5% ủng hộ các cuộc biểu tình ủng hộ Nga. Trong một cuộc thăm dò nghiên cứu tiến hành ngày 08 đến ngày 16 tháng 4 bởi KIIS, phần lớn không chấp thuận việc chiếm đóng các tòa nhà hành chính. Cùng lúc đó, hơn 50% những người được hỏi ở phía nam và phía đông Ukraine coi tổng thống tạm quyền Oleksandr Turchynov là bất hợp pháp. Hầu hết những người được hỏi ở phía nam và phía đông Ukraine tin rằng giải trừ quân bị và giải tán các nhóm cực đoan bất hợp pháp là điều rất quan trọng để giữ gìn đoàn kết dân tộc. 19,1% số người được hỏi ở phía nam và phía đông Ukraine tin rằng Ukraine phải là một nhà nước độc lập, 45,2% là một nhà nước độc lập nhưng với phân quyền cho các khu vực, nhưng hầu hết cảm thấy Nga và Ukraine nên chia sẻ đường biên giới mở mà không hạn chế thị thực; 8,4% là ủng hộ Ukraine và Nga thống nhất thành một quốc gia duy nhất. 15,4% cho biết họ ủng hộ ly khai của khu vực của mình để tham gia Liên bang Nga, và 24,8% ủng hộ Ukraine trở thành một liên bang. Hầu hết những người được hỏi cho biết họ không tìm thấy gì hấp dẫn về Nga, nhưng những người đã làm, thì đã làm như vậy vì lý do kinh tế, và không vì văn hóa. Những người được hỏi ở phía nam và phía đông Ukraine nói chung không cùng quan điểm về tính hợp pháp của chính phủ hiện tại và quốc hội, nhưng đa số tất cả các vùng đều đồng ý rằng Tổng thống bị lật đổ Viktor Yanukovych không phải là tổng thống hợp pháp của đất nước. Trong tất cả các vùng ngoại trừ Donbass, đa số ủng hộ nhà tài phiệt Petro Poroshenko trong các cuộc thăm dò bầu cử sơ bộ.

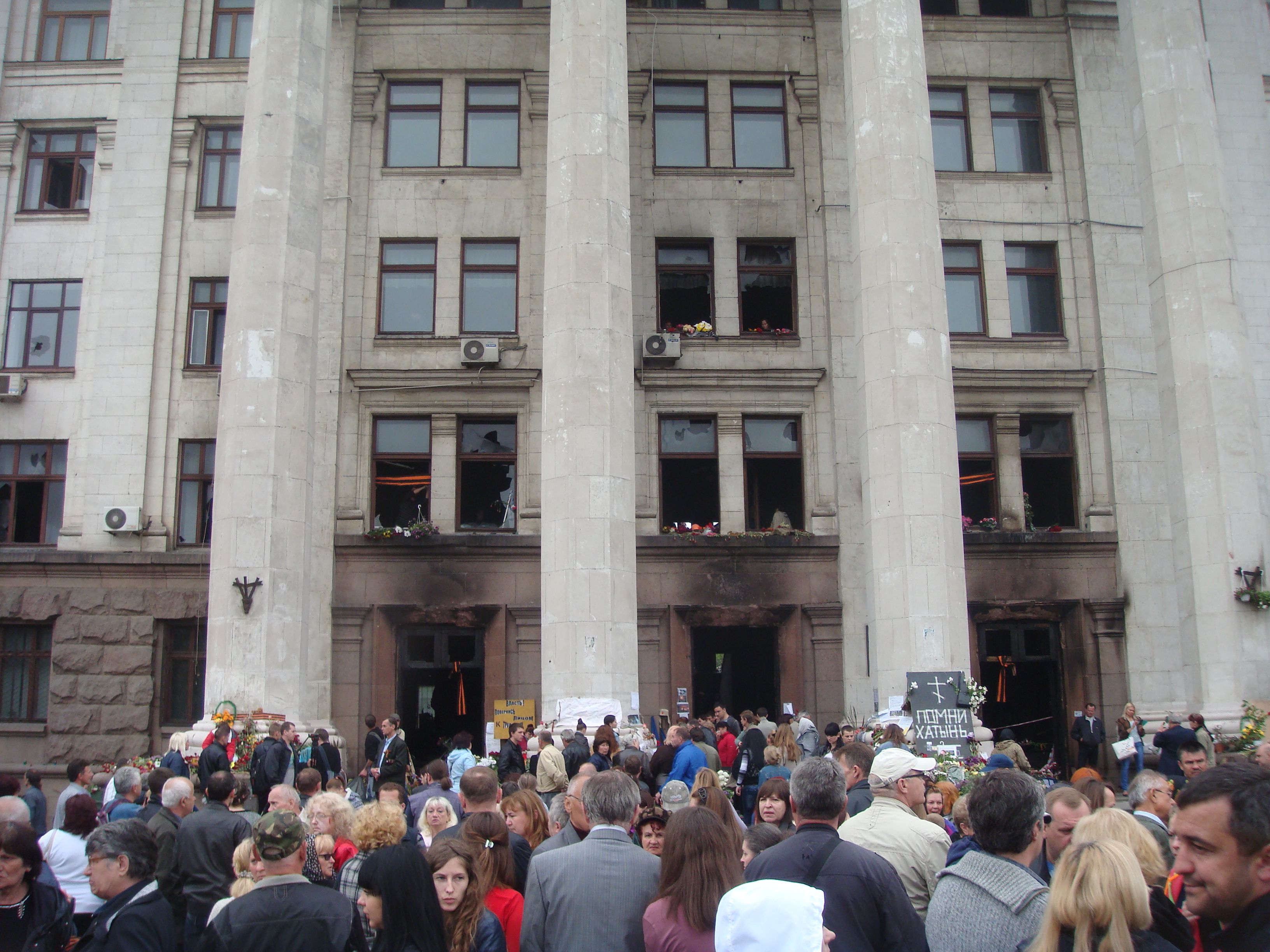
Lễ tưởng niệm để vinh danh những người đã chết trong các vụ xung đột, bên ngoài tòa nhà Công đoàn bị cháy tại Odessa ngày 10 tháng 5 năm 2014

Một cuộc thăm dò toàn diện được công bố vào ngày 08 tháng 5 bởi Trung tâm Nghiên cứu Pew khảo sát tại Ukraina và Krym về chủ đề của tình trạng bất ổn. Cuộc thăm dò đã được thực hiện sau khi Krym đã sáp nhập vào Nga, nhưng trước khi các vụ đụng độ tại Odessa vào ngày 2 tháng 5. 93% số người miền Tây và 70% miền Đông được hỏi nói rằng họ muốn Ukraine vẫn thống nhất. Mặc dù có những chỉ trích quốc tế về cuộc trưng cầu dân ý tại Krym ngày 16 tháng 3, 91% những người được hỏi nghĩ rằng người Krym bỏ phiếu được tự do và công bằng, và 88% nói rằng chính phủ Ukraina nên công nhận kết quả.

### Biểu tình chống Maidan

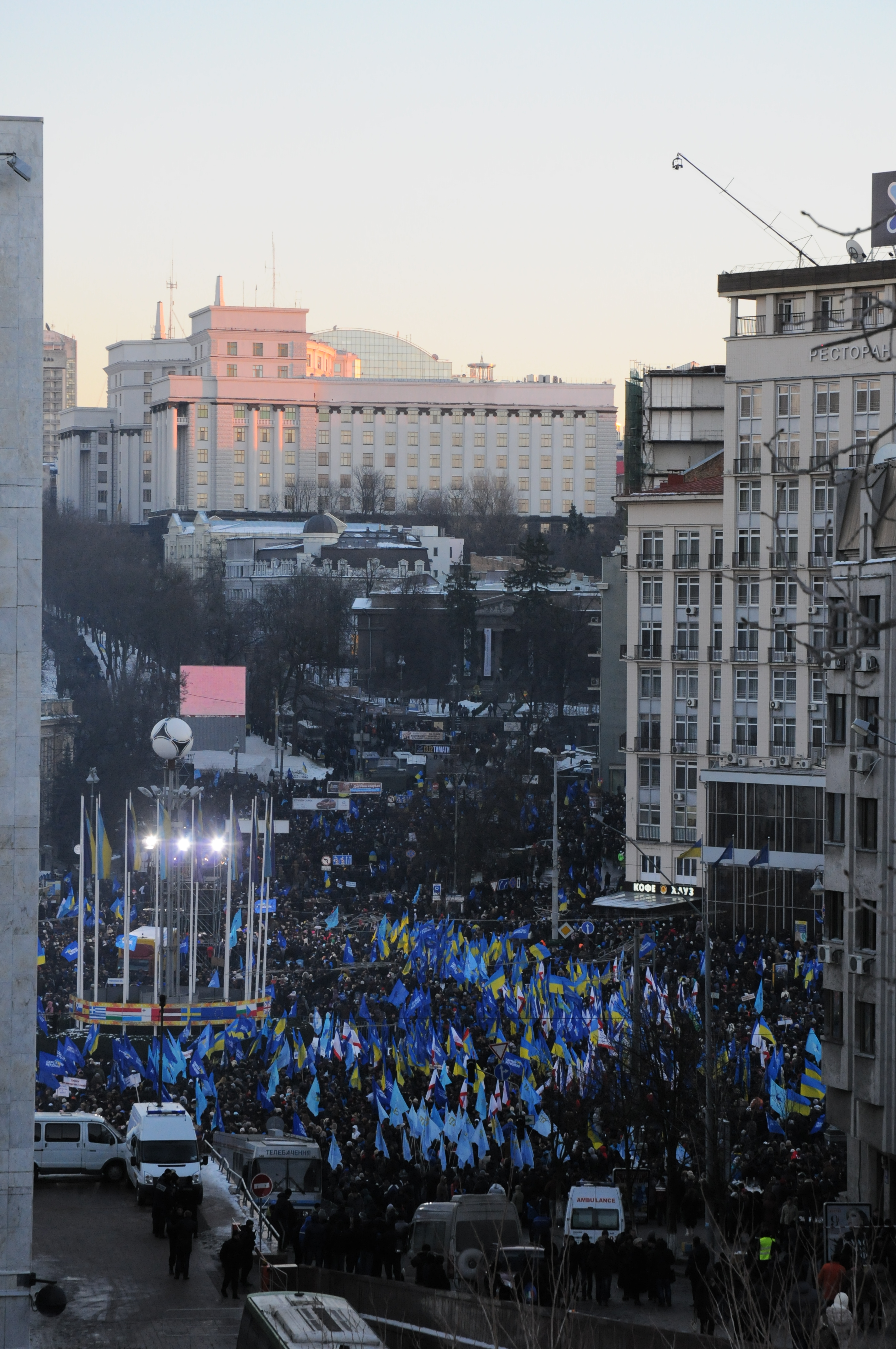
Biểu tình chống Maidan tại Kiev, ngày 14 tháng 12 năm 2013

Cuối năm 2013, trong khi biểu tình Euromaidan đang tiến hành và tổng thống Viktor Yanukovych chưa bỏ trốn, đã có cuộc biểu tình của một nhóm người chống lại Maidan. Đã có những tường thuật phổ biến rằng những người biểu tình ủng hộ ông Yanukovych và 'chống Maidan' thân Nga đã được trả tiền. Oleksiy Haran, một nhà khoa học chính trị tại Đại học Quốc gia Kyiv-Mohyla tại Kiev đã tuyên bố rằng: "Những người chống đứng Maidan chỉ vì tiền. Chính phủ sử dụng các người này để khiêu khích những người phản kháng. Họ sẽ không thể hy sinh bất cứ điều gì". Nhà lãnh đạo Nga trong tổ chức cực đoan Đoàn Thanh niên Á-Âu Oleg Bakhtiyarov đã bị bắt, một phần vì đã tuyển những kẻ nổi loạn với giá 500 USD để hỗ trợ tấn công các tòa nhà chính phủ. Ngày 13 tháng 4, Bộ nội vụ tuyên bố rằng các kẻ xúi giục đã được tìm thấy và được trả 500 USD để tham gia vào các cuộc tấn công, và khoảng 40 USD để ở lại chiếm giữ các tòa nhà.
Các báo cáo về những người biểu tình được trả tiền cũng được xác nhận bởi Volodymyr Landik, thành viên Đảng của ông Yanukovych, Phó Thủ tướng Chính phủ Vitaliy Yarema, nhà báo Serhiy Leshchenko, và một báo cáo của Tổ chức An ninh và Hợp tác châu Âu.

### Mô tả của truyền thông

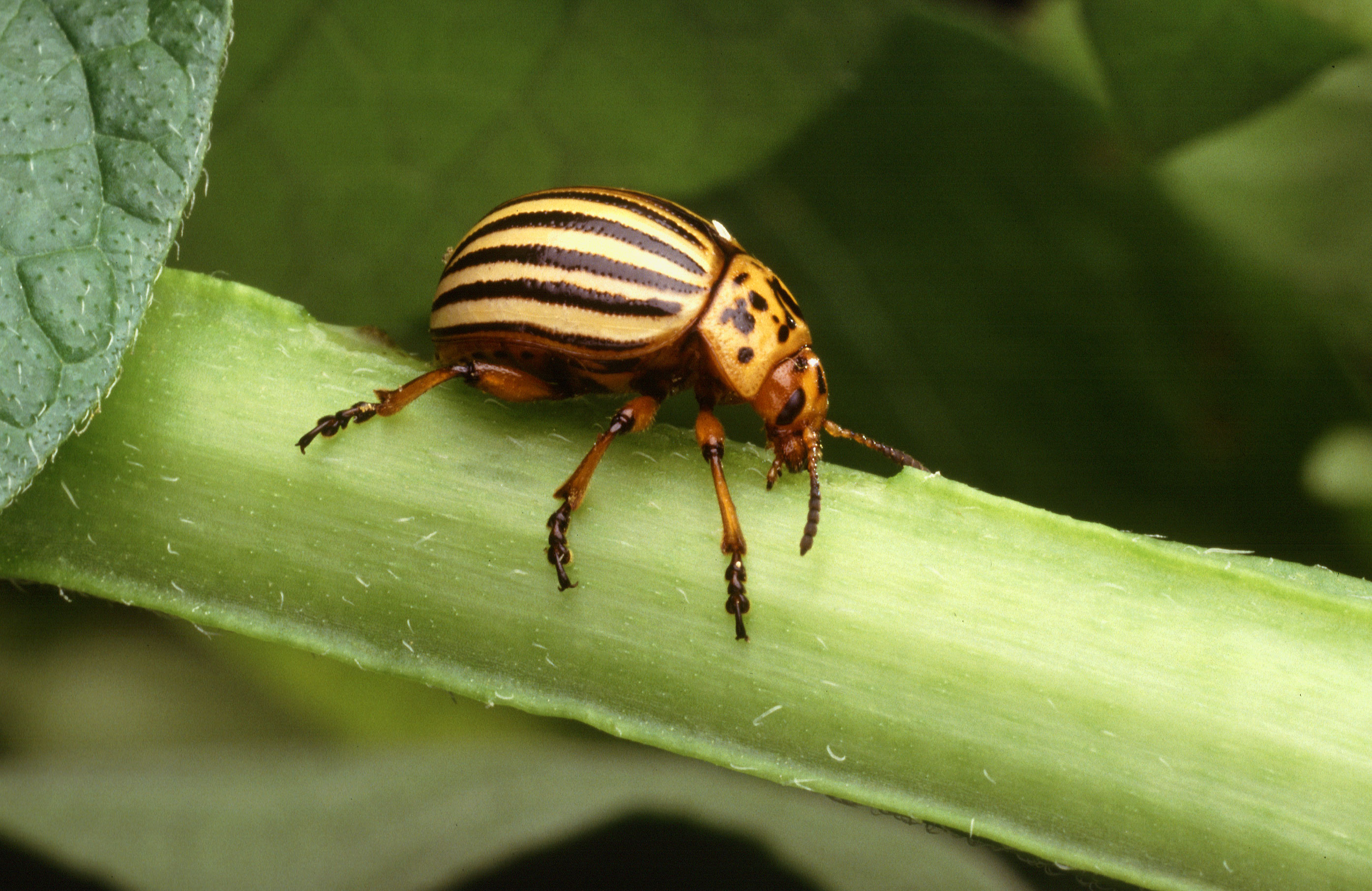
Bọ hung Colorado, колорадський жук

Phương tiện truyền thông Nga và Ukraina rất khác nhau trong cách họ miêu tả những người biểu tình. Những chiến binh đã tiếp quản các tòa nhà chính phủ ở tỉnh Donetsk được gọi là "ly khai" từ các phương tiện truyền thông phương Tây và "khủng bố" từ chính phủ Ukraina, nhưng phương tiện truyền thông Nga và các quan chức liên tục sử dụng từ "người ủng hộ liên bang". Phương tiện truyền thông Nga và các chiến binh cũng đã liên tục gọi chính phủ chuyển tiếp Ukraina tại Kiev là "chính quyền Bandera" theo tên nhà cực đoan Ukraina Stepan Bandera (1909–1959), và cũng là "phát xít", và "chủ nghĩa dân tộc". Trong một số phương tiện truyền thông Ukraina, "bọ cánh cứng" (tiếng Ukraina: колорадський жук, koloradsʹkyy zhuk, bọ hung Colorado) đã được sử dụng như một từ xúc phạm đối với những người biểu tình và các chiến binh ủng hộ Nga, chiếu theo đồng phục có 3 sọc vàng-đen mà họ mặc.
Một số phương tiện truyền thông khác nhau ở Nga đã sử dụng thuật ngữ "mùa xuân Nga" (tiếng Nga: Русская весна, Russkaya Vesna) để mô tả làn sóng các cuộc biểu tình thân Nga.

## Nguyên nhân

### Nguyên nhân trực tiếp
Theo báo Nga Spunik tiếng Việt, nguyên nhân trực tiếp là sự căng thẳng giữa Chính phủ của Tổng thống Yanukovych và phe đối lập trong nhiều vấn đề xã hội của Ukraina. Tới tháng 11 năm 2013, việc Chính phủ đương nhiệm công bố ngừng tiến trình hội nhập của nước này với châu Âu để tham gia Liên minh Á-Âu do Nga đứng đầu đã trở thành lý do để phe đối lập phản đối.

### Nguyên nhân sâu xa
Ukraina có vị trí chiến lược và là cái nôi của nền văn minh Nga. Ukraina là "đất nước anh em" của Nga và Nga luôn sẵn sàng cứu Kiev khỏi vỡ nợ. Nga coi việc Hoa Kỳ và phương Tây can thiệp vào Ukraina là điều không thể chấp nhận được vì Nga và Ukraina có mối quan hệ đặc biệt, mang tính lịch sử.
Cuộc đối đầu giữa các phe phái tại Ukraina còn là cuộc đối đầu Nga-Phương Tây. Hành động của phương Tây tại Ukraina là một phần trong những bước đi nhằm thay đổi trật tự hậu chiến tranh Lạnh do Liên Xô - Mỹ hình thành từ cuối những năm 1980. Trong những năm vừa qua, mối quan hệ giữa Nga và phương Tây đã dần trở nên gay gắt và xung khắc. Mối quan hệ của cả hai phía bây giờ được đánh dấu bằng một cảm giác bất bình, thất vọng và các kì vọng tan vỡ. Việc chính quyền Obama năm 2009 thúc đẩy quan hệ với Nga và tạm hoãn kế hoạch triển khai hệ thống phòng thủ tên lửa ở châu Âu bị lên án là xoa dịu Nga và hy sinh lợi ích quốc gia lẫn lợi ích của các đồng minh ở Đông Âu và khu vực Liên Xô cũ. Quá khứ và tình hình hiện tại của Nga khiến người Mỹ dễ dàng kết luận rằng Nga và Hoa Kỳ chắc chắn sẽ có một mối quan hệ thù địch. Mỹ cũng không thừa nhận vai trò định hình trật tự thế giới của Nga trong khi nhiều người Nga, với một lý do chính đáng, nghĩ rằng Hoa Kỳ về cơ bản đã không giữ lời hứa về các vấn đề chủ chốt trong dàn xếp với nước Nga hậu Xô-viết. Lý do cơ bản cho sự chống đối của Nga với Mỹ là do nhận thức phổ biến của Nga cho rằng Washington đã xâm phạm các lợi ích quốc gia và an ninh có từ lâu đời và hợp pháp của Nga, điều đã được thỏa thuận trong dàn xếp. Ba vấn đề nổi cộm trong dòng quan điểm này: hai thập kỷ mở rộng của NATO xâm lấn vào khối Hiệp ước Warsaw cũ và các khu vực hậu Xô-viết, và viễn cảnh mà Gruzia và Ukraine cũng có thể gia nhập; sự chấm dứt Hiệp ước Chống Tên lửa Đạn đạo (ABM) và việc chính quyền George W. Bush lên kế hoạch cho việc triển khai các hệ thống phòng thủ tên lửa ở Đông Âu; và những nỗ lực của Mỹ để sắp xếp các tuyến đường ống dẫn dầu từ lòng chảo lòng chảo biển Caspi để đi vòng qua Nga. Những động thái này của Mỹ nhấn mạnh và làm trầm trọng thêm tình trạng bất mãn sâu sắc ở Nga, xuất phát từ việc nước này đánh mất địa vị và tầm ảnh hưởng bị giảm sút.
Theo tác giả John J. Mearsheimer, Mỹ và các đồng minh phương Tây phải chịu hầu hết trách nhiệm trong cuộc khủng hoảng này. Gốc rễ của vấn đề nằm ở sự mở rộng của NATO, nhân tố trung tâm của một chiến lược bao trùm hơn nhằm đưa Ukraine ra khỏi quỹ đạo kiểm soát của Nga và đưa quốc gia này gia nhập phương Tây. Trong khi đó, sự mở rộng của EU về hướng đông và việc phương Tây chống lưng cho phong trào biểu tình ở Ukraine – bắt đầu với cuộc Cách mạng Cam năm 2004 – cũng là những nhân tố then chốt. Kể từ giữa thập niên 1990, giới lãnh đạo Nga đã phản đối mạnh mẽ sự mở rộng của NATO, và trong những năm gần đây họ cũng nêu rõ quan điểm rằng Nga sẽ không đứng nhìn quốc gia láng giềng có tầm quan trọng chiến lược bị biến thành thành trì của phương Tây. Đối với Putin, cuộc lật đổ bất hợp pháp vị Tổng thống đắc cử một cách dân chủ và thân Nga của Ukraine – cái mà ông gọi một cách chính xác là cuộc "đảo chính" – là giọt nước làm tràn ly .

## Bất ổn theo vùng

### Krym

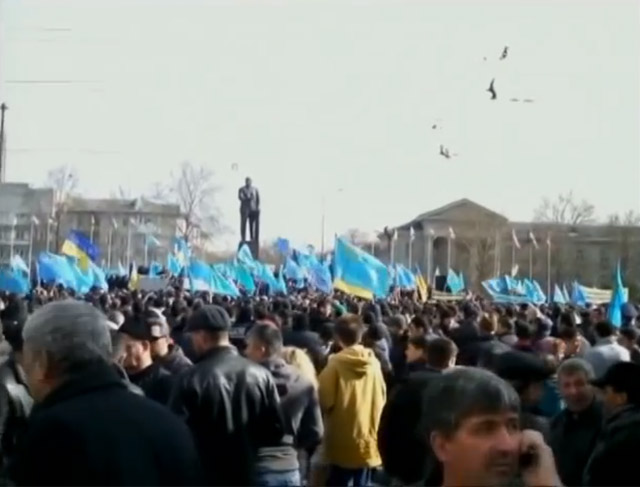
Người Tatar Krym biểu tình ủng hộ Ukraina tháng 2 năm 2014

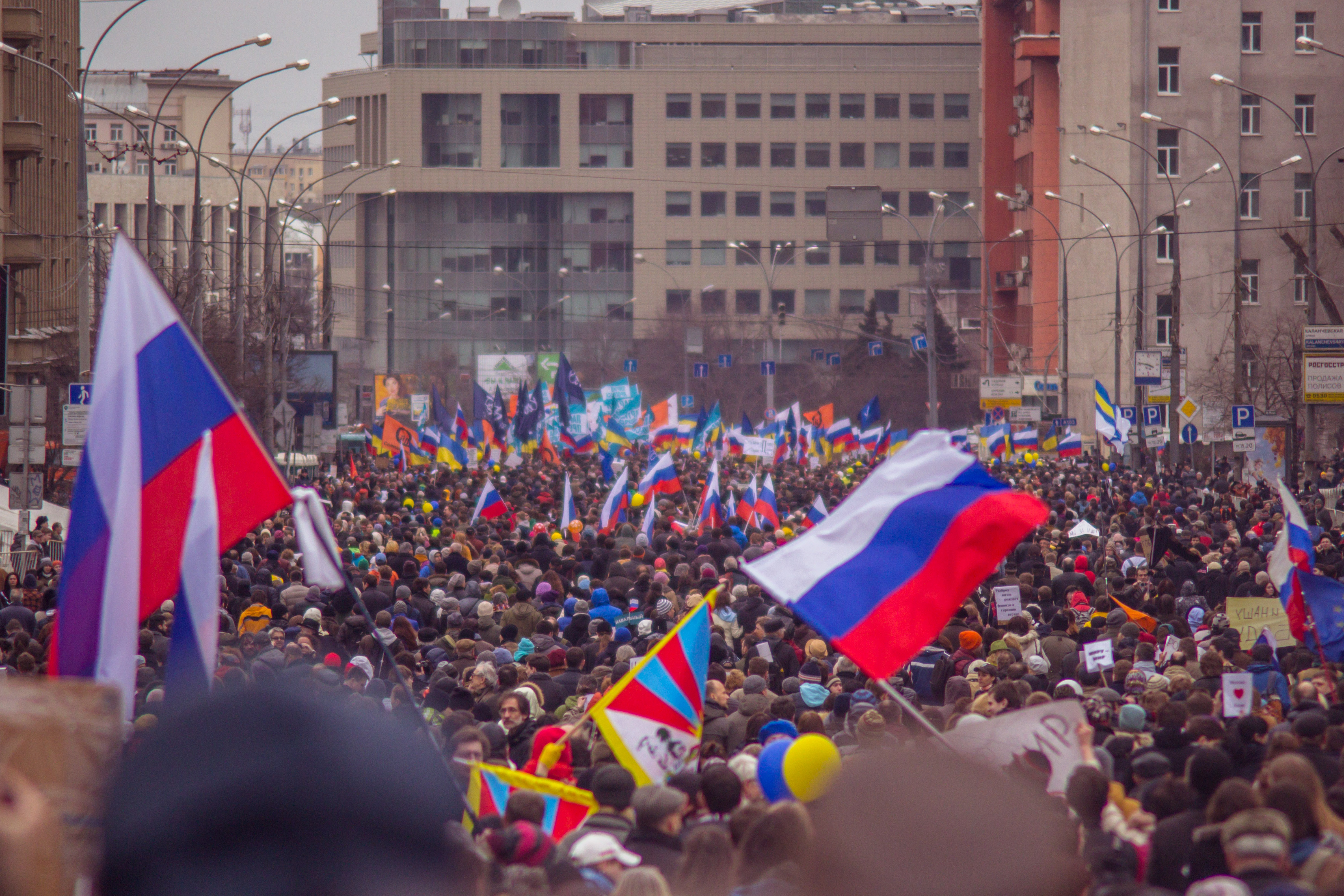
Cuộc biểu tình ngày 15 tháng 3 chống chiến tranh, đặt tên là Diễn hành vì Hòa bình, đã diễn ra tại Moskva một ngày trước cuộc trưng cầu tại Krym

Bắt đầu từ ngày 26 tháng 2, lực lượng thân Nga, sau đó được Vladimir Putin xác nhận là quân đội Nga, bắt đầu dần dần nắm quyền kiểm soát bán đảo Krym. Trong thời gian này, đã có một cuộc trưng cầu dân ý về việc gia nhập Liên bang Nga, trong đó số cử tri đi bầu chính thức được công bố là 83% và kết quả là 96% đồng ý, nhưng đã bị Liên minh châu Âu, Hoa Kỳ, Ukraina và hội đồng đại diện duy nhất của Người Tatar Krym lên án là trái với hiến pháp của Ukraine và luật pháp quốc tế. Ngày 17 tháng Ba, nghị viện Krym tuyên bố độc lập, ly khai khỏi Ukraina và yêu cầu tham gia Liên bang Nga. Ngày 18 tháng 3, Nga và Krym đã ký một hiệp ước gia nhập của nước Cộng hòa Krym và Sevastopol vào Liên bang Nga. Ngày 21 tháng Ba, hiệp ước gia nhập đã được phê chuẩn và việc thành lập hai hội đồng lập hiến tại Liên bang Nga đã được đánh dấu bằng loạt súng chào mừng của 30 khẩu súng theo lệnh điều hành của Tổng thống Nga. Đại hội đồng Liên Hợp Quốc đã thông qua nghị quyết không có tính ràng buộc và tuyên bố rằng cuộc trưng cầu dân ý không hợp lệ, và sự sáp nhập Krym vào Nga là bất hợp pháp.
Đến ngày 1 tháng 4, khoảng 3.000 người đã chạy trốn khỏi Krym sau khi sáp nhập. 80% những người bỏ trốn là người Tatar Krym. Các đơn vị từ Tổ chức An ninh và Hợp tác châu Âu ở tỉnh Ivano-Frankivsk và tỉnh Chernivtsi đã hỗ trợ người tản cư đến tái định cư ở miền tây Ukraine. Số lượng người tị nạn, chủ yếu là người Tatar Krym, tiếp tục tăng, và ngày 20 tháng 5, Văn phòng Cao ủy Liên Hợp Quốc về người tị nạn (UNHCR) cho biết, khoảng 10.000 người đã được di dời.

### Tỉnh Donetsk
Người biểu tình ủng hộ Nga chiếm các tòa nhà chính quyền Donetsk (RSA) từ ngày 1 đến 6 tháng Ba, trước khi bị giải tán bởi các cơ quan an ninh của Ukraina.

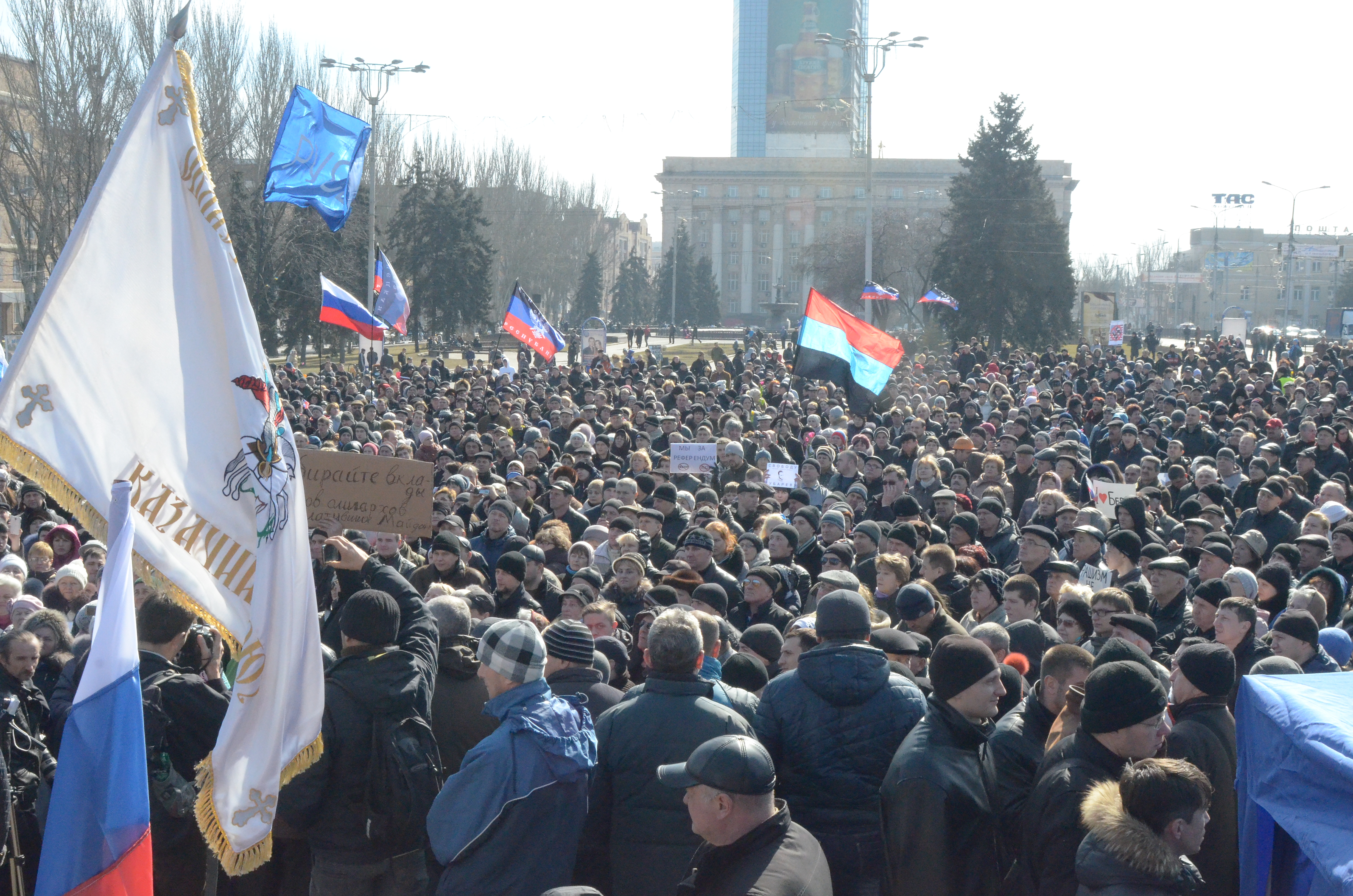
Biểu tình thân Nga tại Donetsk, ngày 8 tháng 3 năm 2014

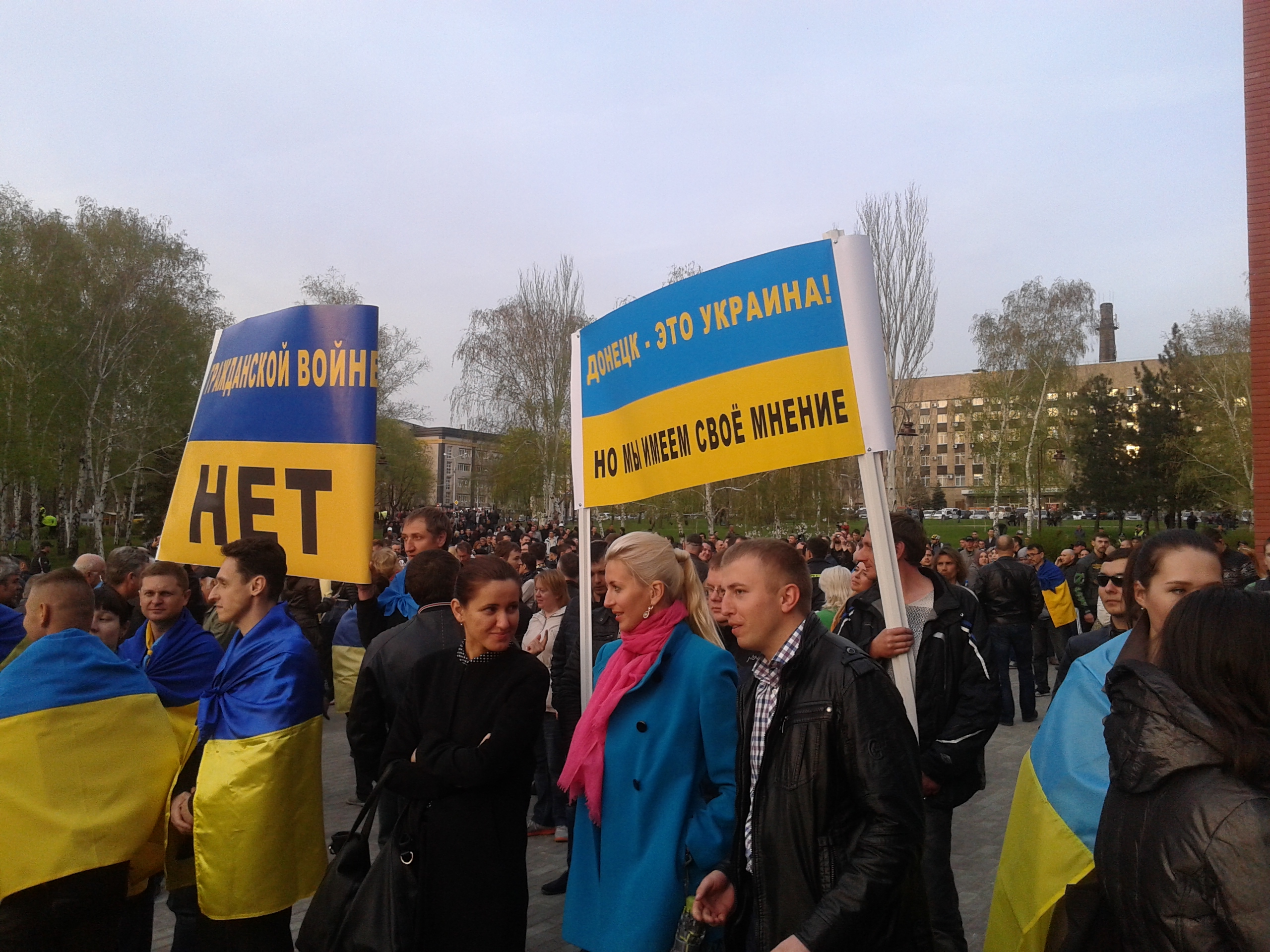
Biểu tình ủng hộ Ukraina tại Donetsk, ngày 17 tháng 4 năm 2014

Theo chính quyền Ukraina, việc tấn công và chiếm đóng các tòa nhà chính quyền là một phần của "một kịch bản đã được viết tại Liên bang Nga" nhằm gây bất ổn cho Ukraine và đưa vào tay quân đội Nga, và được thực hiện bởi "khoảng 1.500 cốt cán trong từng khu vực, những người nói tiếng Nga với âm giọng chuẩn".
Ngày 13 tháng ba được đánh dấu bởi các cuộc đụng độ bạo lực giữa người biểu tình ủng hộ và chống Maidan ở Donetsk. Một nhóm lớn các người biểu tình chống Maidan vượt qua một hàng rào cảnh sát và bắt đầu tấn công một cuộc biểu tình ủng hộ Maidan nhỏ hơn. Trong cuộc phỏng vấn với người giám sát của Tổ chức An ninh và Hợp tác châu Âu (OSCE), những người chứng kiến mô tả một nhóm khoảng ba mươi người biểu tình ủng hộ Maidan "đã buộc phải tìm kiếm nơi trú ẩn trong một chiếc xe buýt của cảnh sát và bị bao quanh bởi những kẻ tấn công chống Maidan", các cửa sổ của xe buýt "đã bị đập tan, hơi cay được thổi vào bên trong, buộc nhóm này phải rời khỏi xe buýt, sau đó bị đánh đập và chửi bới". Một báo cáo của OSCE nói rằng "lực lượng cảnh sát "không thành công" để có biện pháp thích hợp để bảo vệ những người ủng hộ Maidan", và "có thể được quan sát thấy sự xử lý với những người biểu tình chống Maidan thuận lợi hơn". Sau ngày bạo lực này, người được phỏng vấn cũng nói với OSCE rằng cư dân của Donetsk đã quyết định không tổ chức các cuộc biểu tình hòa bình ủng hộ Maidan nữa, "vì lo sợ cho sự an toàn của họ".
Vào chủ nhật, 6 tháng 4, 1000-2000 người biểu tình ủng hộ Nga  tham dự một cuộc mít tinh ở Donetsk và đòi hỏi một cuộc trưng cầu dân ý theo kiểu Krym để đòi độc lập từ Ukraina. Sau đó, 200 người ly khai (theo Igor Dyomin, một phát ngôn viên của cảnh sát địa phương Donetsk, khoảng 1.000 ) và biểu tình thân Nga xông vào và nắm quyền kiểm soát hai tầng đầu tiên của tòa nhà chính quyền, phá vỡ cửa ra vào và đập vỡ cửa sổ. Trụ sở chính trống rỗng, chỉ có bảo vệ bên trong, vì các quan chức chính phủ không làm việc ở đó vào ngày chủ nhật. Những người ly khai đó đòi hỏi rằng nếu một phiên họp bất thường của các quan chức không được tổ chức để công bố một cuộc trưng cầu dân ý về việc sáp nhập vào Nga, họ sẽ tuyên bố đơn phương kiểm soát bằng cách hình thành một hội đồng với quyền "ủy thác của nhân dân" vào trưa ngày 07 Tháng 4, và loại bỏ tất cả các thành viên hội đồng bầu cử và các nghị sĩ.

### Xây dựng chính phủ mới
Vào ngày 12 tháng 4, một nhóm các chiến binh đeo mặt nạ, được thành lập ở Crimea và do cựu sĩ quan của cơ quan an ninh Nga Igor Girkin lãnh đạo, chiếm được tòa nhà Ủy ban điều hành, sở cảnh sát và văn phòng SBU ở Sloviansk, một thành phố ở phía bắc của Tỉnh Donetsk. Bộ trưởng Nội vụ Ukraine, ông Arsen Avakov, đã gọi các tay súng là "những kẻ khủng bố" và thề sẽ sử dụng các lực lượng đặc biệt của Ukraine để chiếm lại tòa nhà.
Các vụ bắt giữ các đồn cảnh sát và các tòa nhà chính phủ khác của các nhóm ly khai vũ trang cũng xảy ra ở các thành phố khác ở Donetsk Oblast, bao gồm Donetsk City, Kramatorsk, Druzhkivka, Horlivka, Mariupol và Yenakiieve. Tổng thống chuyển tiếp Ukraine Oleksandr Turchynov đã phát động một chiến dịch quân sự 'chống khủng bố' quy mô đầy đủ để đòi lại các tòa nhà.
Vitaliy Yarema, phó thủ tướng Ukraine thực thi pháp luật, cáo buộc rằng các đơn vị Lực lượng đặc biệt Nga, bao gồm Trung đoàn Bộ đội Dù 45 thường đóng quân gần Moscow, đang hoạt động trên lãnh thổ Ukraine ở các thành phố Kramatorsk và Sloviansk. Vào ngày 16 tháng 4, số lượng quân đội đặc nhiệm Nga được cho là 450 người.
Đến ngày 16 tháng 4, chiến dịch 'chống khủng bố' đang được tiến hành bởi chính phủ Ukraine ở Donetsk Oblast đã gặp phải một số vấp ngã. Người biểu tình đã tịch thu xe bọc thép của Ukraine ở Kramatorsk, và đưa binh lính đi Sloviansk.
Trong đêm 16 tháng 4, khoảng 300 người biểu tình thân Nga đã tấn công một đơn vị quân đội Ukraine ở Mariupol, ném bom xăng. Bộ trưởng Nội vụ Arsen Avakov nói rằng quân đội đã buộc phải nổ súng, dẫn đến việc giết chết ba trong số những kẻ tấn công.
Tuyên bố Genève ngày 17 tháng 4 đã không dẫn đến sự kết thúc của việc xây dựng chính phủ ở Donetsk Oblast. Hai nhóm thân Nga ở Mariupol nói rằng họ 'cảm thấy bị phản bội' bởi hành động được thực hiện ở Geneva. Một thỏa thuận ngừng bắn được tuyên bố cho Chủ nhật Phục sinh đã bị phá vỡ bởi một cuộc tấn công vào một trạm kiểm soát ly khai ở Sloviansk, làm căng thẳng thêm.
Tình hình vẫn căng thẳng vào ngày 23 tháng 4, với sự chiếm đóng của các tòa nhà chính phủ đang diễn ra trên toàn khu vực. Các giám sát viên của OSCE đã quan sát thấy tòa nhà hành chính thành phố, tòa nhà SBU và đồn cảnh sát ở Sloviansk vẫn được củng cố bởi các nhóm người có vũ trang với mặt nạ và vũ khí tự động. Thành phố vẫn yên tĩnh, không có cuộc biểu tình nào xảy ra. Tuy nhiên, các giám sát viên tin rằng thành phố vẫn chịu sự giám sát nặng nề, cả bởi những người mặc đồng phục và mặt nạ, mà còn bởi nhiều người trong trang phục dân sự. Một người dân nói rằng người dân ở Sloviansk rất ngại thảo luận ý kiến của họ về người chiếm đóng.
Rào chắn ở Sloviansk, ngày 23 tháng 4 năm 2014
Vào ngày 24 tháng 4, các lực lượng Ukraine đã thực hiện một loạt các 'cuộc tấn công thăm dò' vào Sloviansk chống lại quân nổi dậy. Thị trưởng ly khai tự xưng của thành phố, Vyacheslav Ponomarev, đã tuyên bố để đáp lại rằng 'Chúng tôi sẽ đưa Stalingrad ra khỏi thị trấn này'. Chính phủ Ukraine sau đó tuyên bố vào ngày 25 tháng 4 rằng họ sẽ 'phong tỏa hoàn toàn thành phố Sloviansk', và tiếp tục với chiến dịch 'chống khủng bố'. Trong lúc căng thẳng gia tăng, phe ly khai ở Sloviansk đã bắt giữ bảy giám sát viên quốc tế trong một nhiệm vụ xác minh quân sự OSCE ở Ukraine, người đã đi vào thành phố trên một chiếc xe buýt, cùng với tài xế xe buýt và năm binh sĩ Ukraine đi cùng. Các nhà báo đang bị giam giữ tại tòa nhà SBU bị chiếm đóng. Truy cập vào thành phố vẫn không bị hạn chế mặc dù đã phong tỏa quân đội Ukraine, với các rào chắn ly khai được quản lý bởi ít người hơn vào những ngày trước. Người dân địa phương nói rằng chính quyền ly khai ở Sloviansk không cung cấp dịch vụ hành chính cho công dân.
Tờ rơi do Cộng hòa Nhân dân Donetsk phát hành vào ngày 26 tháng 4, thông báo cho công dân về một cuộc trưng cầu dân ý về câu hỏi liệu họ có ủng hộ việc tuyên bố "chủ quyền nhà nước" của Cộng hòa sẽ được tổ chức vào ngày 11 tháng 5 hay không. Vào buổi sáng ngày hôm sau, hai thành viên của nhiệm vụ giám sát đặc biệt OSCE đã được tổ chức bởi một nhóm những người đàn ông không vũ trang từ Dân quân Donbass ở Yenakiieve. Họ được đưa đến tòa thị chính bị chiếm đóng, thẩm vấn, và sau đó được thả ra sau khi một lá thư được gửi bởi văn phòng của phái bộ ở Kiev xác nhận thông tin đăng nhập của các giám sát viên. Một cuộc biểu tình lớn của chính phủ tại thành phố Donetsk đã diễn ra để phản đối bạo lực ở Donetsk Oblast, và vụ ám sát thị trưởng thành phố Kharkov, Hennadiy Kernes vào ngày 28 tháng Tư. Cuộc biểu tình đã bị phá vỡ nhanh chóng và dữ dội bởi những kẻ ly khai được trang bị gậy bóng chày, gậy sắt, pháo và khiên.